# Суммы Клоостермана
Суммы Клоостермана – предмет изучения аналитической теории чисел, тригонометрические суммы над элементами кольца вычетов, обратными по модулю элементам некоторого множества с естественной структурой (как правило, интервала или простых чисел из интервала).
Первые оценки сумм получил Клоостерман в 1926 году в связи с исследованием количества представлений чисел в виде {\displaystyle ax^{2}+by^{2}+cz^{2}+dt^{2}}.

## Определение
Пусть {\displaystyle q\geq 3} – произвольное целое число и для {\displaystyle n\in {\mathbb {F} }_{q}} взаимопростого с {\displaystyle q} введено обозначение {\displaystyle n{\overline {n}}\equiv 1{\pmod {q}}}. Тогда для {\displaystyle a,b\in {\mathbb {F} }_{q}} полной суммой Клоостермана называется сумма вида
{\displaystyle S(q;a,b):=\sum \limits _{\stackrel {0\leq n\leq q-1}{(n,q)=1}}{e_{q}\left({a{\overline {n}}+bn}\right)}\ .}
Неполной называется сумма по некоторому интервалу {\displaystyle \sum \limits _{n=M+1}^{M+N}{e_{q}\left({a{\overline {n}}+bn}\right)}}.
Иногда рассматриваются суммы по простым, полилинейные суммы с участием обратных элементов и другие суммы вида {\displaystyle \sum \limits _{n\in A}{e_{q}\left({a{\overline {n}}+bn}\right)}}, где {\displaystyle A\subset {\mathbb {F} }_{q}}.
При заданном {\displaystyle q} обычно оцениваются суммы Клоостермана при произвольных {\displaystyle a\not =0,b\in {\mathbb {F} }_{q}}, в том числе величина {\displaystyle S(q)=\max \limits _{a\not =0,b\in {\mathbb {F} }_{q}}{S(q;a,b)}}.

## Свойства
При {\displaystyle a=0} полные суммы Клоостермана вырождаются в сумму Рамануджана.
Если {\displaystyle (q_{1},q_{2})=1}, то {\displaystyle S(q)=S(q_{1})S(q_{2})}, поэтому вопрос оценки {\displaystyle S(q)} сводится к случаю {\displaystyle q=p^{n}}.

## Оценки
{\displaystyle |S(q)|\leq \tau (q){\sqrt {q}}}, где {\displaystyle \tau (q)} – число делителей. Из этого следует, что {\displaystyle \sum \limits _{\stackrel {0\leq n\leq x}{(n,q)=1}}{e_{q}\left({a{\overline {n}}+bn}\right)}\leq \tau (q){\sqrt {q}}(\log q+1)} для любого {\displaystyle x<q}.
Для сумм последнего вида при {\displaystyle q=p,\ b=0} известны также другие оценки, нетривиальные при {\displaystyle x\geq \exp \left({\Omega ((\log p)^{2/3}(\log \log p)^{2})}\right)}.